# NGC 1376
NGC 1376 è una galassia a spirale situata nella costellazione dell'Eridano, a una distanza di circa 193 milioni di anni luce dalla nostra Via Lattea.

## Scoperta
La galassia è stata scoperta il 28 gennaio 1785 dall'astronomo britannico di origine tedesca William Herschel.

## Descrizione
NGC 1376 ha una classe di luminosità III-IV e presenta una larga riga a 21 cm dell'idrogeno neutro.

## Supernove
Tre supernove sono state scoperte all'interno di NGC 1376: SN 1999go, SN 2003lo e SN 2011dx.

### SN 1999go
La supernova è stata scoperta il 23 dicembre 1999 da M. Papenkova e W. D. Li nel corso del programma LOSS (Lick Observatory Supernova Search) dell'Osservatorio Lick. Non è stato possibile determinare a quale tipologia appartenesse la supernova.

### SN 2003lo
La supernova è stata scoperta il 31 dicembre 2003 dagli astronomi amatoriali statunitensi Tim Puckett e Brian Kerns. La supernova è stata classificata di tipo IIn.

### SN 2011dx
La supernova è stata scoperta il 27 giugno 2011 dall'astronomo amatoriale sudafricano Berto Monard. La supernova è stata classificata di tipo Ia.

## Gruppo di NGC 1417
NGC 1376 fa parte del Gruppo di NGC 1417 che comprende almeno 14 galassie, tra cui NGC 1358, NGC 1417, NGC 1418, NGC 1441, NGC 1449, NGC 1451 e NGC 1453.